# De Vlerk
Podium De Vlerk was een alternatief poppodium in de Nederlandse stad Rotterdam. Het poppodium was van de Stichting Culturele Activiteiten Rotterdam en werd in 1988 opgericht onder de naam Bezoekers Arena Front B.A.F., een protestactie tegen het sluiten van poppodium dan wel jeugdcentrum 'Arena' op de Kruiskade waar later Nighttown zou worden gevestigd. Na enige tijd moest de groep de Arena toch verlaten en er werd een pand gekraakt om zelfstandig toch de eigen muziek te kunnen presenteren. Dit gekraakte pand lag aan de Katshoek. Deze locatie was het begin van een lange rondgang door Rotterdam met diverse panden en tijdelijke locaties. Officieel startte De Vlerk 25 augustus 1989.
- 1988: Katshoek, een gekraakt pand dat op de slooplijst stond.
- 1990: Pompenburg, een oude school van 4 verdiepingen.[2]
- 1991: losse activiteiten zoals de bands in de kelder 'Inferno' van Café de Hemel, op de Nieuwe Binnenweg.
- 1992: kelderruimte in 'Storm', het door kunstenaars gebruikte pand van het voormalige jaren 50 cultuurcentrum 'De twaalf Provinciën' op de Hoogstraat.
- 1994: voormalig jazzcafé 'Thelonious' op kelderniveau onder de Lijnbaan. De entree had de bijnaam 'De berenkuil' .
- 1996: Westblaak 80, een pand midden in het centrum.[3]

Er waren in 1996 plannen om samen met Via Ritmo en Jazzbunker in een nieuw podium aan de Boompjeskade te trekken.
- 2000: fusie met Via Ritmo tot popdium Waterfront.